# Dan Stripp
Daniel Stripp detto Dan (1º luglio 1961) è un ex sciatore alpino statunitense.

## Biografia
Slalomista puro originario di Old Forge, Stripp fu 2º nella classifica di specialità in Nor-Am Cup nella stagione 1984-1985, mentre in Coppa del Mondo ottenne l'unico piazzamento il 20 marzo dello stesso anno a Park City (8º); non prese parte a rassegne olimpiche né ottenne piazzamenti ai Campionati mondiali.

## Palmarès

### Coppa del Mondo
- Miglior piazzamento in classifica generale: 82º nel 1985